# Nostalgias
Nostalgias es un tango cuya letra pertenece a Enrique Cadícamo en tanto que la música es de Juan Carlos Cobián, que fue estrenado en 1935 por Cobián. En octubre de 1936 fue grabado por Charlo con acompañamiento de guitarras  y más adelante fueron  muchos los conjuntos que lo registraron. 

## Los autores
Juan Carlos Cobián fue un destacado compositor, director de orquesta, pianista y letrista de tango argentino que nació en Pigüé,  Provincia de Buenos Aires,  el 31 de mayo de 1896 y murió en Buenos Aires el 10 de diciembre de 1953. Era innovador como ejecutante y como compositor. Cuando compuso Salomé inició junto a Enrique Pedro Delfino, creador del tango Sans Souci la tendencia innovadora del "tango romanza".
Enrique Cadícamo fue un poeta y escritor argentino, autor de numerosos tangos, algunos de los cuales son considerados clásicos del género. Nació en la ciudad de Luján en la provincia de Buenos Aires el 15 de julio de 1900 y falleció en Buenos Aires el 3 de diciembre de 1999.  Muy conocedor de la poesía de todos los tiempos, supo cantarle a los distintos aspectos de la vida y tanto el lunfardo como la poesía de alto vuelo.

## Historia
No mucho después de la muerte de Carlos Gardel en el accidente aéreo de Medellín, el empresario del Teatro Smart –actualmente Teatro Blanca Podestá– Alberto Ballerini encargó a Enrique Cadícamo que hiciera una obra teatral musical basada en episodios de la vida del cantor. Cadícamo tituló El cantor de tangos a su obra y le propuso a Juan Carlos Cobián que se encargara de preparar las composiciones musicales y apenas dos días después aquel se las trajo. Se las hicieron escuchar a Ballerini y este solamente rechazó una de ellas por estimar que su estructura tenía una complicada construcción musical para el refrán y Cobián esa misma noche la reemplazó por otra pieza a la que Cadícamo puso letra y tituló igual que la obra teatral a la que estaba destinada.
La obra teatral pasó por la cartelera sin pena ni gloria y pocos meses después Cobián fue contratado para dirigir la orquesta que actuaba en la inauguración de un nuevo y lujoso local llamado Charleston ubicado en Florida casi esquina Charcas en donde hasta entonces había funcionado la sala de recitales y conciertos de la Asociación Wagneriana de Buenos Aires. Entre otros estaban en la orquesta Cayetano Puglisi, Ciriaco Ortiz, Aníbal Troilo y el cantor Antonio Rodríguez Lesende. Por esa época Cadícamo había escrito una letra para aquel tango desechado –que habían titulado Nostalgias- y con ella lo estrenó Cobián con gran éxito en el nuevo local. El cantor Charlo, muy popular en ese momento, la escuchó, pidió una copia de la partitura y la cantó por Radio Belgrano; lo cierto es que antes de ser editado el tango ya era un éxito y apenas publicado no solamente comenzaron las grabaciones de conocidas orquestas –salvo la de Francisco Canaro al que no le interesó- sino también el interés por editarlo en el extranjero ( Londres, París y Nueva York ).

## Grabaciones
Entre las orquestas y cantantes que registraron este tango se cuentan:
- Jorge Caldara con la voz de Rodolfo Lesica
- Miguel Caló con la voz de Alberto Morel y, más adelante, con la de Roberto Arrieta en Odeon en 1948.
- Hugo del Carril
- Andrés Calamaro (repetido al final)
- Mina Mazzini "Mina"
- Valeria Lynch en su 8° Álbum Valeria Canta el Tango...
- Iva Zanicchi
- Diego El Cigala
- Pasión Vega
- Pedro Guerra
- Charlo
- María de la Fuente con la orquesta de Orlando Trípodi en Discofonía.
- Alberto Di Paulo con Héctor Darsó en Fermata en 1959.
- Plácido Domingo
- Aída Denis con la orquesta de  Alberto Di Paulo en el sello Embassy en 1977
- Gloria Díaz
- Rocío Dúrcal
- Néstor Fabián
- Rosanna Falasca con orquesta para Odeon en mayo de 1975.
- Leopoldo Federico cantando Laura Equivel en Music-Hall en 1953.
- Osvaldo Fresedo con el cantor Héctor Pacheco en Odeon, noviembre de 1952.
- Ranko Fujisawa
- Nelson Gonçalvez
- María Graña el 9 de agosto de 2014]
- Libertad Lamarque
- Juan Carlos Baglietto - Lito Vitale
- Argentino Ledesma
- Francisco Lomuto con la voz de Jorge Omar
- Alberto Marino con la orquesta de Alberto Di Paulo en Embassy en 1979.
- Reynaldo Martín
- Héctor Mauré
- Sarita Montiel
- Pedro Ortiz
- Astor Piazzolla en una versión instrumental y otra cantando Héctor de Rosas en el sello CBS en 1962.
- Edmundo Rivero con la orquesta de Mario Demarco en Philips en abril de 1966.
- Norberto Roldán con Tito Ferrari en el sello Primicia en Perú en 1977
- Floreal Ruiz con la orquesta de Osvaldo Requena en Microfon.
- Graciela Susana con la orquesta dirigida por Luis Stazo en Diapasón en 1971.
- Cuco Sánchez
- Nelly Vázquez con la orquesta de Alberto Di Paulo en el sello Embassy en 1976.
- Marbella Corella junto al grupo mexicano conocido como "A manera de café" en 2012.
- Dyango "Una noche única" - En vivo en el Luna Park
- Ángel Canales - Bolero.

Entre quienes realizaron versiones instrumentales se encuentran:
- Los Astros del Tango
- Raúl Barboza con la orquesta de Carlos García
- José Basso
- Cuarteto de Cámara del Tango Leo Lipesker
- Xavier Cugat y su orquesta,
- Lucio Demare en solo de piano.
- Hugo Díaz en armónica.
- Enrique Mario Francini en dúo con Héctor Stamponi
- Ray Nolan con su orquesta en ritmo de jazz.
- Armando Pontier con su orquesta.
- Fulvio Salamanca y su orquesta.
- Florindo Sassone
- Sexteto Mayor
- Terig Tucci con su orquesta.
- Dyango 1975, álbum (alma,corazón y vida)
- Andrés Calamaro 2005, álbum (Tinta Roja)
- Catimbao Catimbao, 2008.
- Gaby 2019, acompañada por el bandoneonista Norberto Vogel, álbum "Solamente ella".
- Susan Ferrer 2018, versión con aires de jazz sobre arreglo de Joseph Chaparro y con la participación de Horacio Cabarcos en contrabajo.

## En cine
En la película Así es el tango (1937) lo cantó Luis Vehil  y en Del cuplé al tango (1959) lo hizo Virginia Luque.